# Volksschwimmhalle
Als Volksschwimmhalle wurden vier Typenbauten für Hallenbäder bezeichnet, die ab 1968 vielerorts in der DDR für den schulischen Schwimmunterricht, den Schwimmsport und die Öffentlichkeit errichtet wurden. Die letzten Bauprojekte wurden Anfang der 1990er Jahre noch nach der Wiedervereinigung abgeschlossen.
Ende der 1960er Jahre wurden fast zeitgleich die drei Typen A, B und C entwickelt und 1968 bzw. 1969 in verschiedenen Städten der DDR erstmals gebaut. Der Typ A wurde mit neun Hallen am häufigsten in Leipzig realisiert, aber nie in der Hauptstadt Ost-Berlin – dort wurden die Typen B und C sowie der erst Mitte der 1980er entwickelte Typ D jeweils mehrfach gebaut. Während West-Berlin zwischen 1974 und 1984 mehrere Kombibäder baute, wurden im Ostteil der Stadt von 1972 bis 1993 Volksschwimmhallen gebaut.
Die Typen der Hallenbäder sind im Originalzustand leicht an der Dachkonstruktion und ihrer charakteristischen Außenkante zu unterscheiden:

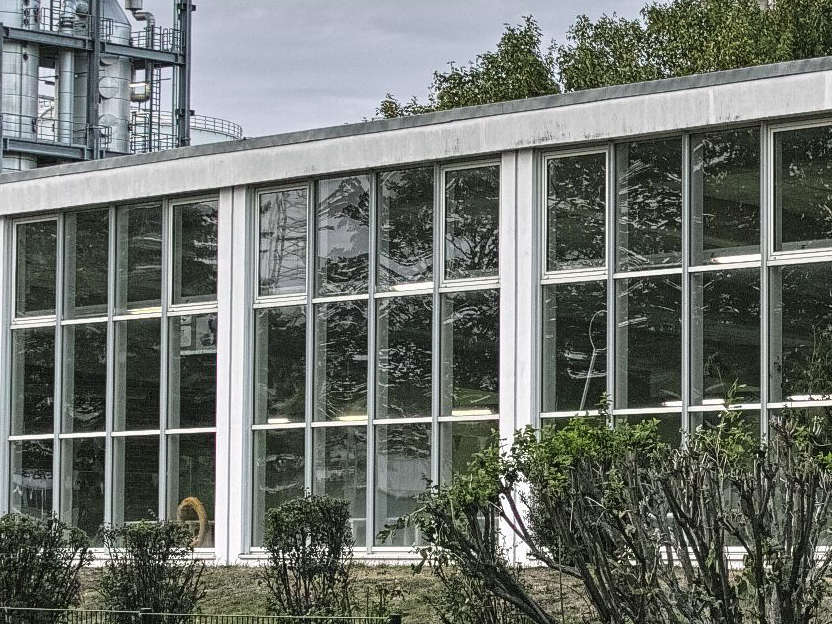
Typ A „Anklam“ gerade Dachkante
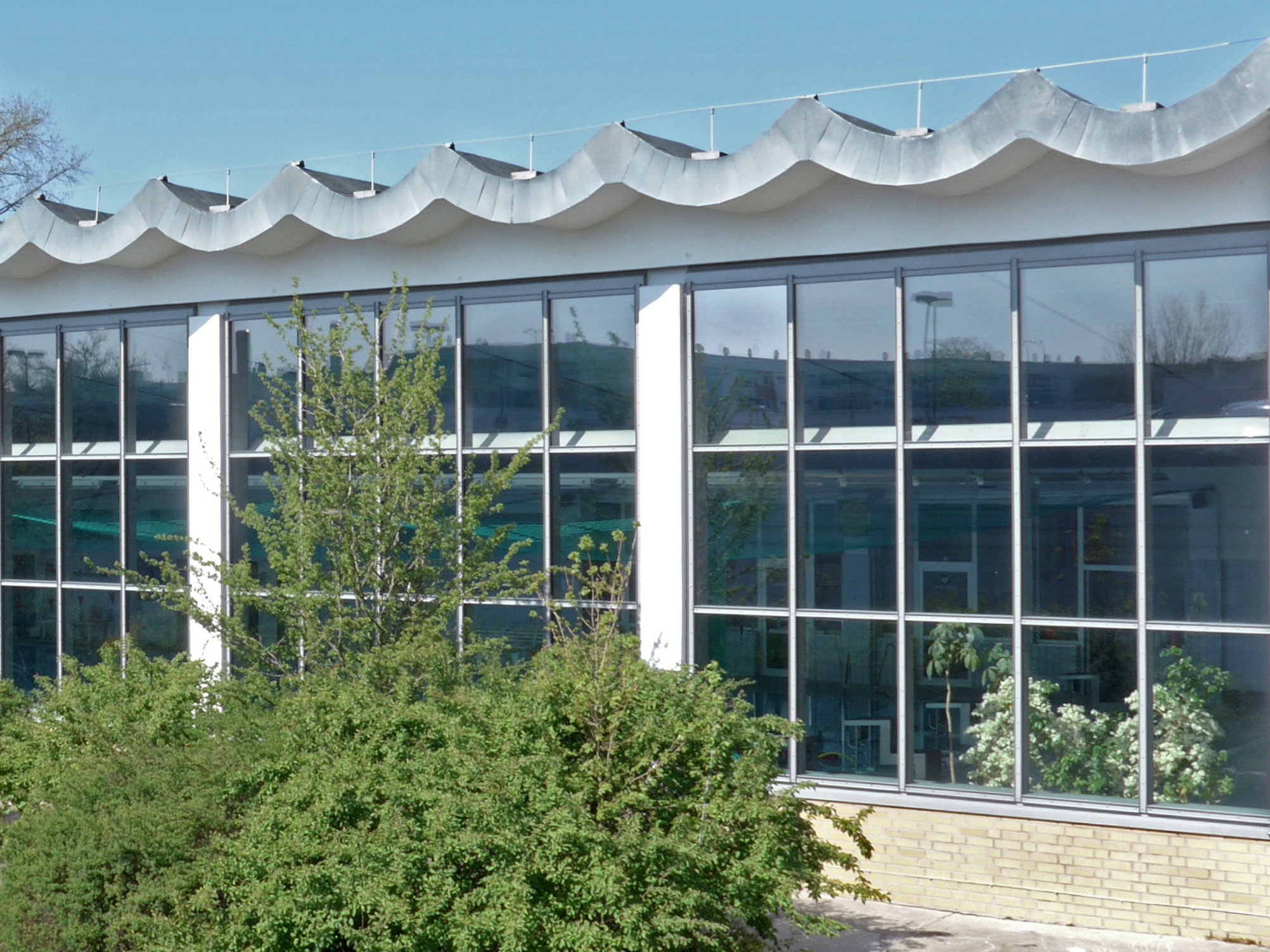
Typ B „Bitterfeld“ runde HP-Schalen
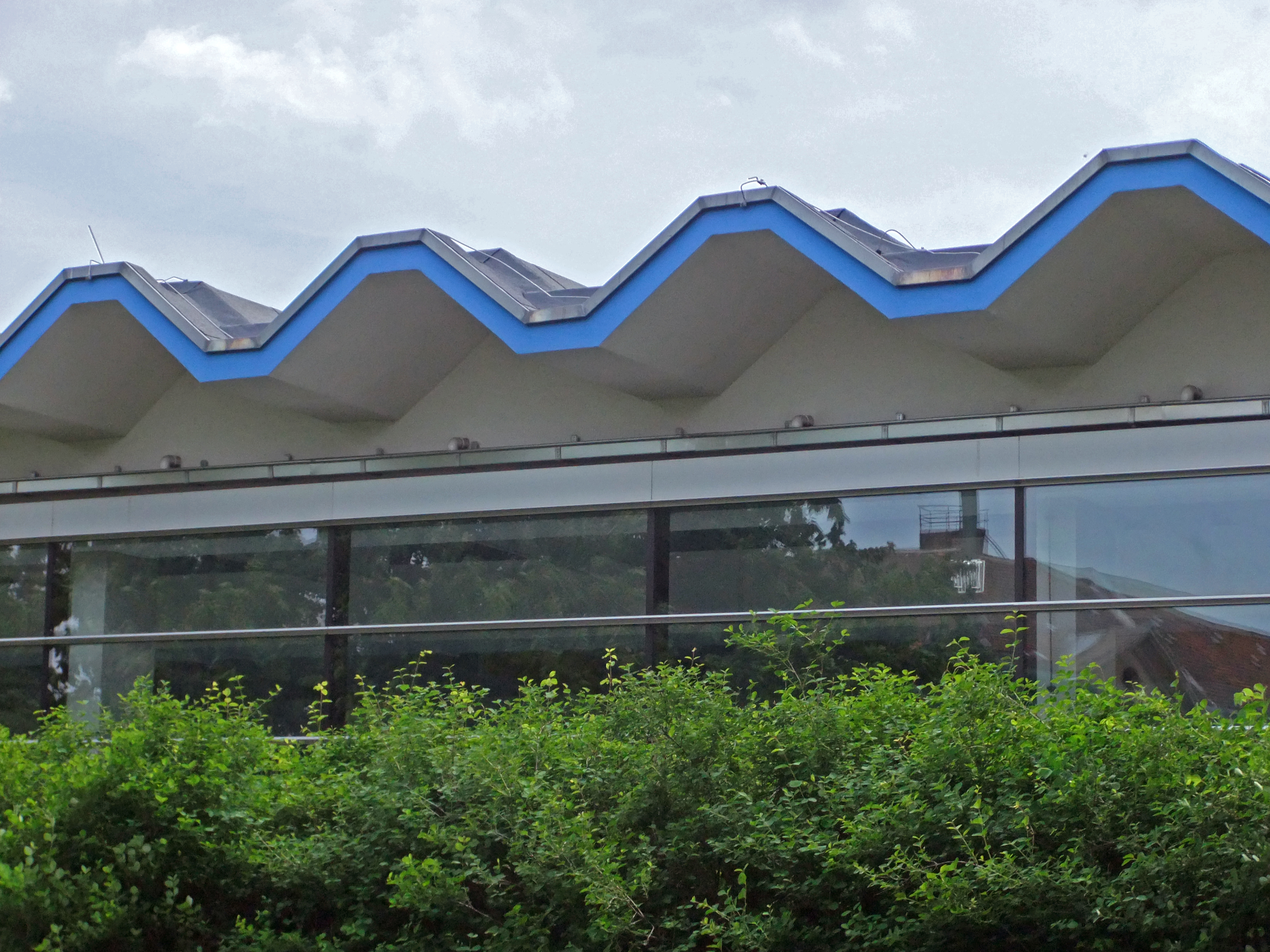
Typ C VT-Falten
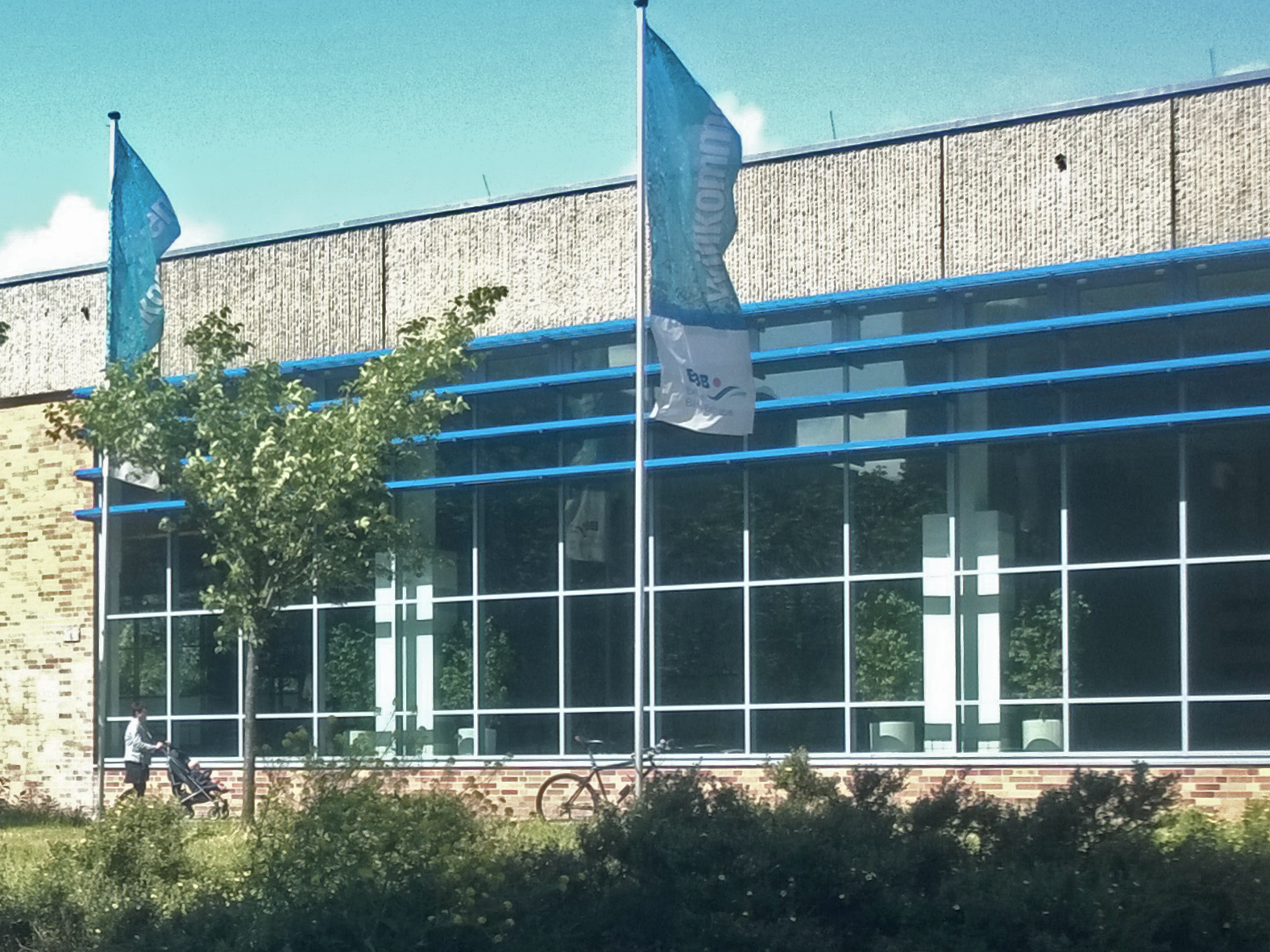
Typ D „Berlin ’83“ VT-Falten hinter Platten

## Typ A „Anklam“

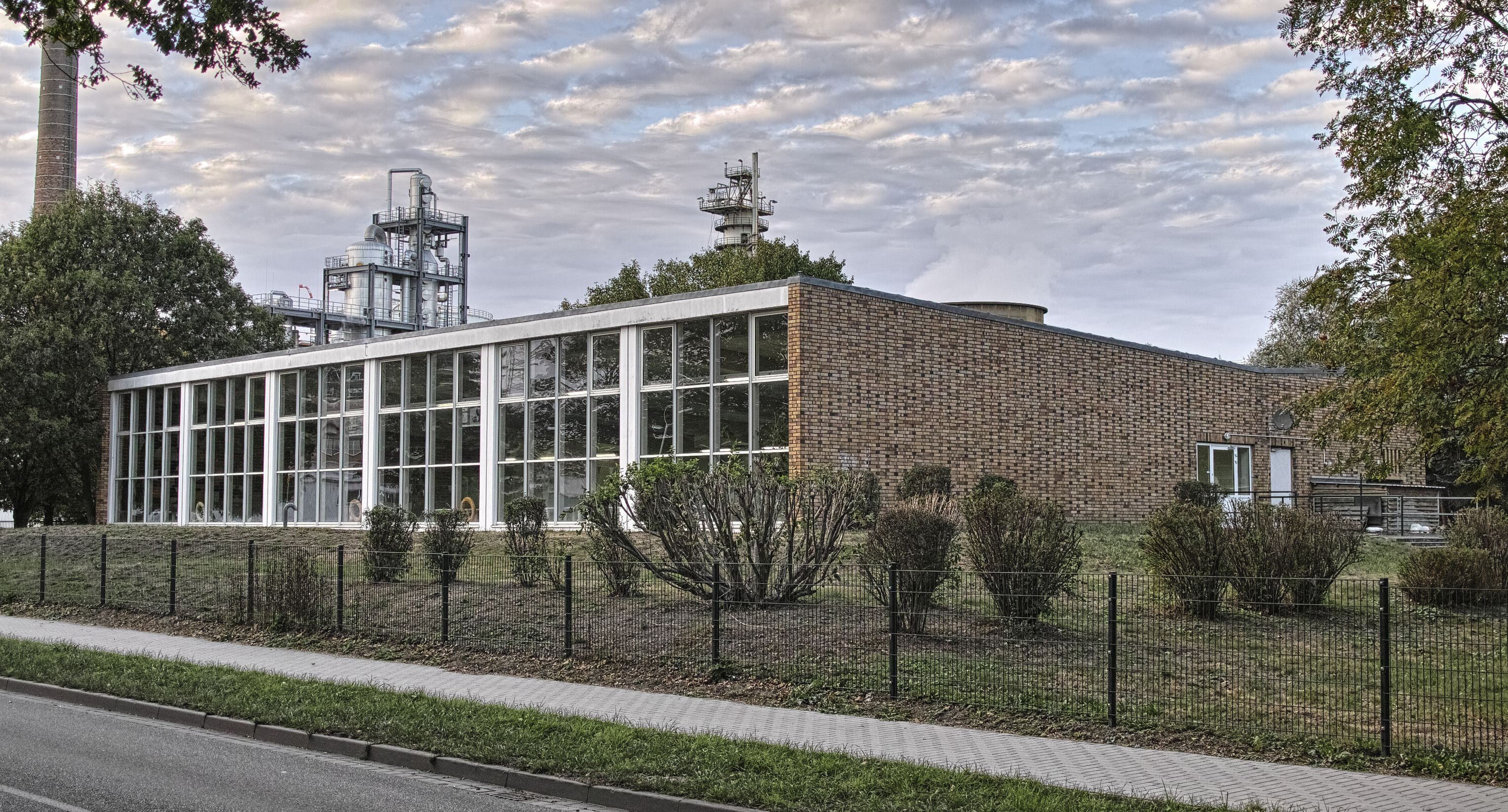
Erste Schwimmhalle Typ A in Anklam (2018)

Eitel Jackowski (1972)

Der erste Typ wurde im Auftrag des Staatlichen Komitees für Körperkultur und Sport vom VEB Leipzig Projekt unter architektonischer Leitung des Bauingenieurs Eitel Jackowski (* 14. August 1925 in Proßdorf) entwickelt und ab Anfang 1968 in neun Monaten Bauzeit im Bluthsluster Park in Anklam errichtet – dies verlieh dem Typ A den Beinamen „Anklam“. Bei der Einweihung am 30. September 1968 war auch die spätere DDR-Meisterin und Olympia-Teilnehmerin Christine Strübing (* 1952) anwesend, die dort trainierte und sich bis zuletzt für den Erhalt der Schwimmhalle und für den Schwimmsport in Anklam einsetzte.
Das Gebäude steht seit den 1990ern als Baudenkmal unter Schutz (siehe auch Liste der Baudenkmale in Anklam). Nachdem am 26. November 2021 in Anklam das neu gebaute „Hansebad“ an anderer Stelle als Ersatz eröffnet wurde, schloss die Stadt Anklam jedoch die alte Schwimmhalle. Die angrenzend gelegene  Zuckerfabrik Anklam kaufte danach den Bluthsluster Park inklusive der Schwimmhalle für rund 121.000 Euro, um sich das Nachbargrundstück zu sichern.
Das vergleichsweise kleine Gebäude von Typ A bietet nur eine minimale Ausstattung:
- Gebäudegrundfläche 30 × 37 m[14] oder 1.079 m²[15]
- ein Schwimmbecken von 25 m Länge, 12,5 m Breite für fünf Bahnen und 1,80 m Tiefe
- ohne Nichtschwimmerbecken oder Sauna

Das Dach ist flach und steigt von den niedrigen Umkleideräumen über den Hallenraum bis zur hohen Front mit den großen Fenstern an.
In Leipzig wurde der Bau von zehn Volksschwimmhallen anlässlich des fünften Turn- und Sportfest der DDR im Juli 1969 und des 20. Jubiläums der Gründung der DDR am 7. Oktober 1969 geplant. Davon wurden neun realisiert, alle als Typ A. Die erste Grundsteinlegung erfolgte im Januar 1968 für die Schwimmhalle Südost im Stadtteil Stötteritz, die bereits im November desselben Jahres eröffnet wurde. Die Fertigstellung und Eröffnung der übrigen Schwimmhallen verzögerte sich teilweise und erfolgte noch bis 1971. Ursprünglich galt für die Baukosten eine Obergrenze von einer Million Mark der DDR – für eine bessere Beckenauskleidung, Schallschutz und Heizung wurden aber noch zusätzliche Mittel freigegeben. Nach umfangreichen Modernisierungen sind sechs der neun Hallen wieder in Betrieb (Stand: 2025).
Typ A wurde noch bis in die 1980er Jahre gebaut. Als eine der letzten Hallen dieser Art wurde am 3. Oktober 1984 eine Volksschwimmhalle in Spremberg eröffnet.

## Typ B „Bitterfeld“

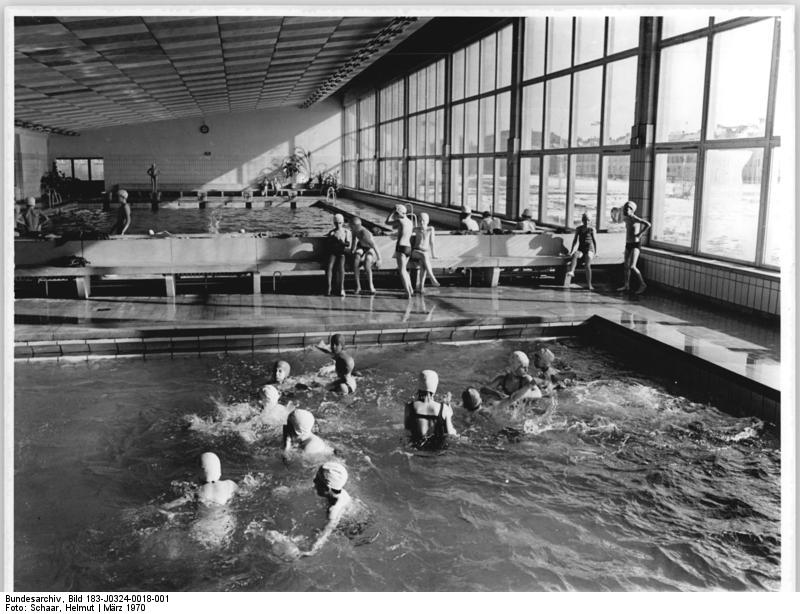
Erste Schwimmhalle Typ B in Bitterfeld (1970)

Im April 1968 begann in Bitterfeld direkt neben dem Kulturpalast Bitterfeld der Bau eines zweiten Typs, über zwei Etagen verfügt, besser ausgestattet und größer ist. Für die Dachkonstruktion wurden hyperbolische Paraboloidschalen – bekannt als „HP-Schalen“ – verwendet, die der Hallenser Architekt Herbert Müller 1951 entwickelt hatte. Die aneinandergereihten, doppelt und gegenläufig gekrümmten HP-Schalen hatten zusätzlich eine Aussteifung und Kassettierung, um noch mehr Material und Gewicht zu sparen. Trotzdem konnten die 2 m breiten Elemente bei einer Dicke von nur 4,5 cm eine Spannweite von 24 m überbrücken. Nach eineinhalb Jahren Bauzeit wurde die Schwimmhalle im Oktober 1969 eröffnet. Eine Nutzerin der Halle war Kornelia Ender, die in Bitterfeld aufwuchs und mit 13 Jahren bei den Olympischen Sommerspielen 1972 in München viermal Zweite sowie bei den Olympischen Sommerspielen 1976 vierfache Olympiasiegerin wurde – sie trainierte aber vorwiegend im Freibad des Chemiekombinats Bitterfeld oder in Halle (Saale).
Im wiedervereinigten Deutschland wurde die Schwimmhalle 1996 nach dem früheren Präsidenten des Deutschen Schwimmsport-Verbands Heinz Deininger benannt. Beim Hochwasser 2002 wurde sie erheblich beschädigt, 2007 geschlossen und danach abgerissen.
Der 60 × 27 m große Hallenraum dieses Typs bietet Platz für ein 25-m-Schwimmbecken wie in Typ A und ein zusätzliches Nichtschwimmerbecken. Dazu gab es erstmals eine Sauna. Das Dach ist zu den langen Seiten hin gewölbt und hat in der Mitte der Halle einen Tiefpunkt. Dadurch sind die Decken auch in den Umkleiden so hoch wie in der Halle – vielfach sind hier unverkleidete Rohre zu sehen. Typisch für diese Hallen sind der Beckenrand und die Startblöcke aus Beton sowie die nur halbhoch gekachelten Wände.
Ein bedeutender Bau von Typ B ist die Volksschwimmhalle Lankow in Schwerin, die 1976 eröffnet und wegen Baufälligkeit 2012 geschlossen wurde. Kurz vor dem geplanten Abriss wurde sie 2015 unter Denkmalschutz gestellt und aufwändig in ein Wohngebäude mit acht Wohnungen und einer Arztpraxis umgebaut. Heute ist dieses das letzte verbliebene Gebäude mit HP-Schalendach in Mecklenburg-Vorpommern.
Typ B wurde für wettkampftaugliche Hallen noch bis in die 1980er verwendet, während sich Typ C besser für den Allgemeinsport eignete.

## Typ C

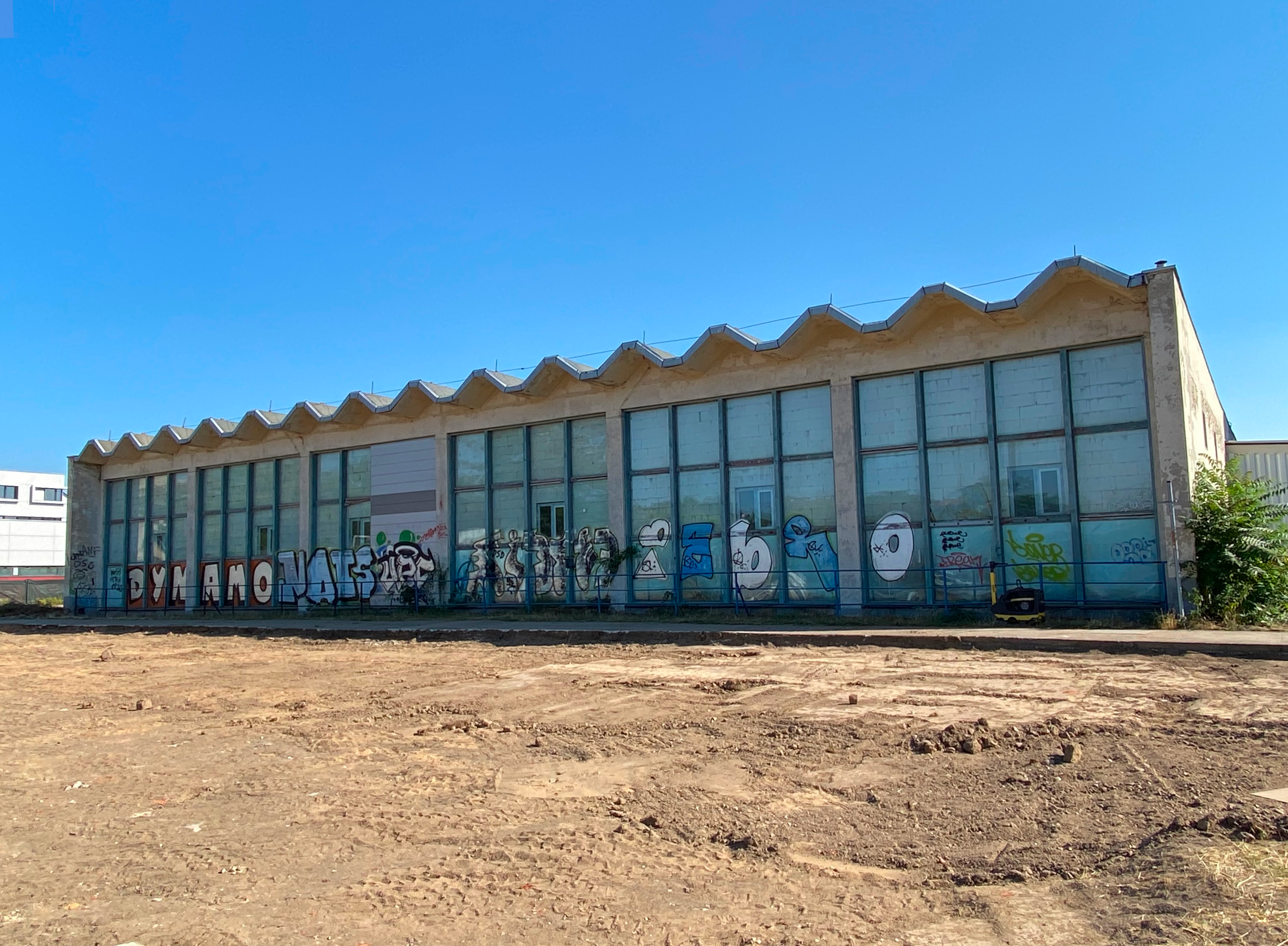
Erste Schwimmhalle Typ C in der Steinstraße in Dresden (2022)

1969 bauten die Architekten Karl-Ernst Swora und Gunther Derdau in Dresden die erste Schwimmhalle vom Typ C. Sie war eines der ersten Bauwerke mit VT-Falten, einer Spannbetonkonstruktion mit regelmäßigen Faltungen und einer Dicke von 8 cm. Diese Schwimmhalle wurde 2001 geschlossen, zeitweise als Lager genutzt und 2023 abgerissen.
Die Ausstattung von Typ C:
- 25-m-Schwimmerbecken
- 12 × 8,5 m großes Nichtschwimmerbecken
- zwei Stockwerke
- Sauna im Untergeschoss

- große Fensterfront auch auf Seite der Umkleiden[2]

Typ C wurde in Ost-Berlin zwischen 1972 und 1981 siebenmal gebaut und ist dort der häufigste Typ.

## Typ D „Berlin ’83“

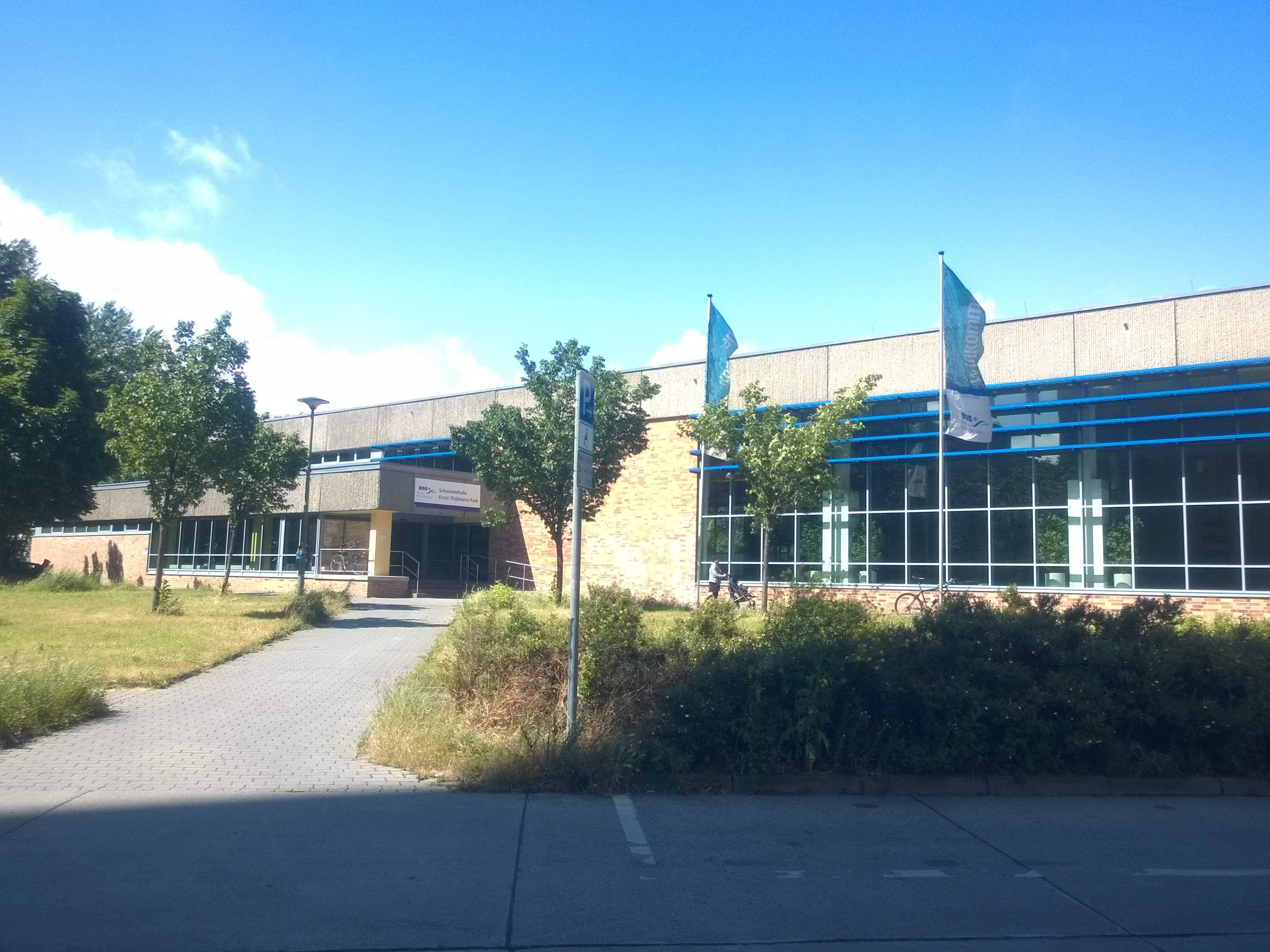
Erste Schwimmhalle Typ D im Ernst-Thälmann-Park Berlin (2014)

Mehr als eineinhalb Jahrzehnte nach der Entwicklung der ursprünglichen drei Typen wurde für den Bau des prestigeträchtigen Ernst-Thälmann-Parks in Berlin-Prenzlauer Berg ein neuer Typ entwickelt. Er stammte von denselben Architekten wie Typ C und nur 16 Monate nach dem Baubeginn im August 1984 konnte Anfang 1986 die neue Schwimmhalle Ernst-Thälmann-Park eröffnet werden. Die Halle wurde 1999 und erneut von März 2021 bis Januar 2023 saniert.
Die Unterschiede gegenüber Typ C:
- VT-Falten hinter Attika-Platten verborgen
- Finnische Rinne
- weniger Fenster
- Farbschema blau-weiß statt farbiger Mosaike wie bei den vorherigen Typen[2]

Durch Bauverzögerungen zog sich die Eröffnung des „DDR-Baus“ Schwimmhalle Kaulsdorf in Berlin-Kaulsdorf bis 1993 hin.